# Lizel Moore
Lizel Moore (Bloemfontein, 29 de junio de 1970) es una deportista sudafricana que compitió en triatlón. Ganó dos medallas en el Campeonato Africano de Triatlón en los años 1998 y 1999.

## Palmarés internacional
| Campeonato Africano | Campeonato Africano  | Campeonato Africano | Campeonato Africano |
| Año                 | Lugar                | Medalla             | Prueba              |
| ------------------- | -------------------- | ------------------- | ------------------- |
| 1998                | Swakopmund (Namibia) | Medalla de plata    | Individual          |
| 1999                | Troutbeck (Zimbabue) | Medalla de oro      | Individual          |